# かりん (25絃箏奏者)
かりん：中川かりん・中川果林（なかがわ かりん、Karin Nakagawa）は、日本の25絃箏奏者、シンガーソングライター。1979年生まれ。

## 略歴
通称、かりん。東京芸術大学邦楽科生田流箏曲専攻卒業。茨城県生まれ。父はフルート奏者の中川昌三、母はピアニストの中川いづみ。二十五絃箏を野坂惠子（現・二代目野坂操壽）に、箏と地歌三絃を深海さとみに師事。14歳の時に野坂惠子主催「二十五絃の会」にて自作自演でステージデビュー。人形使い、ベリーダンス、舞、書、洋楽器とのコラボレーションなど、古典箏曲だけでなく、新作、自作自演、即興、弾き語り等、箏を通して新しい表現を積極的に開拓している。

### 活動
- 2000年 - 二十五絃箏による成人記念リサイタルを開き、玉井夕海との共同作品「たいようとつき」を発表。
- 2002年 - 国際交流基金の助成を受け、中川昌三(昌巳)/fl、松倉利之/打らとスウェーデンを演奏旅行[3]
- 2003年 - 自作を交えた二十五絃箏リサイタル
- 2004年 - アサヒビールロビーコンサートとしてかりん二十五絃箏リサイタル／横浜開港記念館などで,かりん二十五絃箏コンサートを開く／中川昌巳と供にNHKFM「Jazz Club」に出演
- 2002年から2005年 - JASRAC主催、日本の音フェスティバルに出演
- 2004年 - 上野JAZZ IN 2004に出演　林英哲プレゼンツ伝統と現代ミュージック・ショーケースに一曽幸弘とDuoで出演。／フルート・オーケストラ「ベルソナ」の定期演奏会にて、中川いづみ作曲　二十五絃箏協奏曲「伝えゆくもの・1」初演においてソリストを務め、その後2005年日本フルートフェスティバル in東京・in茨城の再演でもソリストを務める。 ／Psalm presents「3つの物語」発表。
- 2005年 - 日本郵船「飛鳥」世界クルーズにて、中川昌三/fl、阿部篤志/p とともに、船内コンサート。／NHK・BS2「素晴らしき音楽仲間」に　自作弾き語りで出演。／川崎 クラブチッタ「オリエンタルナイト」出演。
- 2006年 - 須藤元気企画アートイベント参加。
- 2007年 - Psalmで BSi 「music tide」、BS朝日「ALWAYS'MUSIC」 に出演。／2月 太鼓とのユニット[ようそろ]で、ケニア・モザンビーク・UAE を演奏旅行。
- 2006年から2008年 - 鬼太鼓座のゲストとして出演。
- 2008年 - 石山寺「源氏物語千年紀祭り」にて、田島茂代(ソプラノ)・豊明日美(笙)・かりん(25絃箏)／宮崎滋作曲「夕顔譚詩」／Psalm 北海道ツアー：琴似「コンカリーニョ」・小樽「おたる無尽ビル遊人002ホール」・帯広「北のれんが古柏堂」／三遊亭圓窓 『叩き蟹』フォーラム21少年少女合唱団と （25絃箏奏者として出演）／牛久教会子供の家40周年記念コンサート ／芸術見本市 in 韓国　PAMS　に出演; 南青山祭り路上ライブ／菅野祐悟クリスマスコンサート「赤い糸」に箏弾きとして参加。／希望社20周年コンサートとしてかりんsoloコンサート 「時間をのせた舟」
- 2009年 - ポルノグラフィティ10周年記念ライヴ「東京ロマンスポルノ'09 ～愛と青春の日々～」に鬼太鼓座と共にゲスト出演。
- 2013年 - リアス トゥライニ（光の木）ライブ[4]

## 収録音源

### アルバム
- 「かりん」二十五絃箏弾き語りアルバム(2006年)  Zipangu Label ASIN: B0014PN9T4 [5]
- 「あいのうた」/遊楽　 かりん(二十五絃箏.vo.). Emme(vo.) 朱鷺たたら(笛)  (2006年)
- 「Psalm/1st」/ Psalm    かりん(二十五絃箏.vo.)  玉井夕海(vo.)  (2007年) ユマニテ[6]。
- 「Tausend Kraniche」 - (2010年/ドイツ）Gert Anklam(Sax/シェン/ウォーターオルガン), Beate Gatscha(Hang/ウォーターオルガン), かりん(二十五絃箏/唄)
- 「LYÖSTRAINI - 光の木」(旅、スウェーデン~日本) （2015年 スウェーデン)Lena Willemark(唄/フィドル/作曲), Anders Jormin(Double Bass/作曲), かりん(二十五絃箏/作曲)　ECM[7]。

### 参加CD
- 「Magic Flute Tango」/中川昌巳(Fl)・中川いづみ(作 編曲)
- 「家族の肖像」/谷川俊太郎、谷川賢作親子共作のCD

### その他
- 映画『もんしぇん』のサウンドトラックに psalm として参加。(2006年)
- せんねん灸 -初めてのMOXA- のCM音楽 出演。(2007年)
- テレビドラマ「おせん」の音楽に参加。(2008年)
- カシオデジタルカメラ　オフィシャルWEBサイト 京都編 音楽担当。(2008年)

## 舞台
- 「黒鯛」（泉ちぬ主宰劇団）参加・音楽担当,芝居にも挑戦。（2005年)
- 「ミステリア・ブッフ」ウラジミール・マヤ コフスキー  ベニサンピット(TPT66主催)　Psalmの音楽・役者　(2008年)
- 「ルドンの黙示」(アロッタファジャイナ9回公演) 新国立劇場　箏演奏家・役者　(2008年)
- 「明治百話」シアターイワトプロデュース　女優・25絃箏弾き(音楽隊)　(2008年)